# Podișul Podoliei

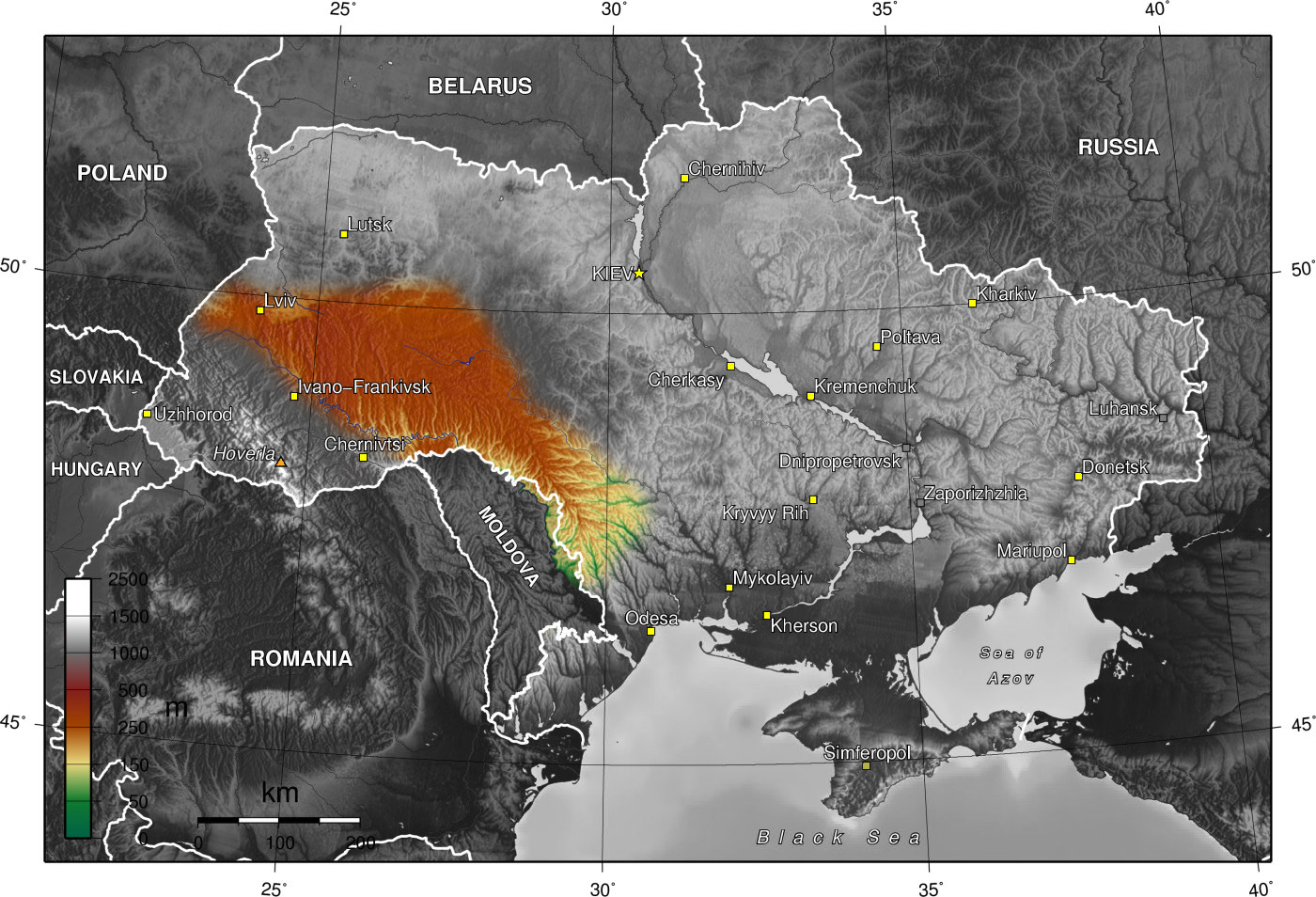
Podişul Podoliei

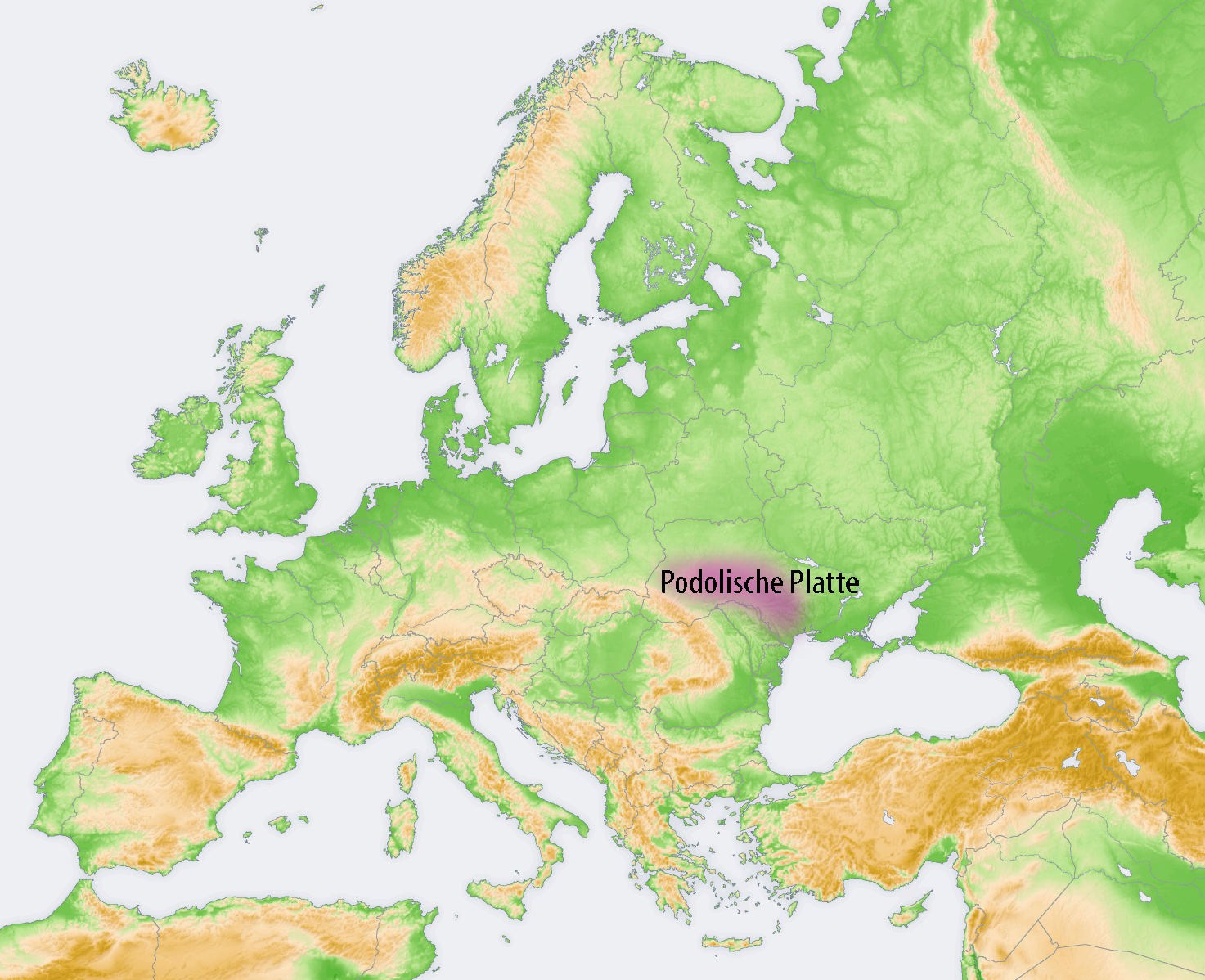
Amplasarea podişului în cadrul Europei de Est

Podișul Podoliei (în ucraineană Подільська височина) este un podiș situat în vestul și sud-vestul Ucrainei, o mică parte în sud-estul extrem al platoului ajunge pe teritoriul Republicii Moldova, în Transnistria. Podișul Podoliei și Podișul Volîniei sunt adesea considerate ca formând împreună Podișul Volâno-Podolic. Înălțimea maximă a podișului este de 474 m, fiind un platou foarte alungit. 
Podișul Podoliei este atât o parte din peisajul Podoliei, cât și a Câmpiei Europei de Est. El se întinde de la Liov (în vest) până în partea de sud-est a Câmpiei Mării Negre. Se află situat între cursul superior al Bugului de sud și de vest (acesta din urmă apare la marginea de nord a plăcii) și Nistrul. 
Podișul Podoliei este caracterizat prin zone de deal și de podiș înalt, străbătute de văi ale râurilor. El se compune în principal din straturi groase de mai multe sute de metri de sedimente marine, care sunt depozitate aici de milioane de ani de formațiunile geologice din Jurasic până în Miocen. Văile râurilor sunt străjuite de pereți calcaroși nu foarte înalți. De-a lungul timpului, ca urmare a acțiunii apelor subterane și a apelor de suprafață, s-au format peșteri calcaroase în pereții stâncoși. Cea mai cunoscută peșteră din Podolia este Peștera Optîmisticina⁠(uk)[traduceți], a doua ca lungime din lume, cu galerii însumând 215 km.
Cel mai mare oraș din Podișul Podoliei este Ternopil.

## Legături externe
- Podișul la Encyclopedia of Ukraine.